# Carvery

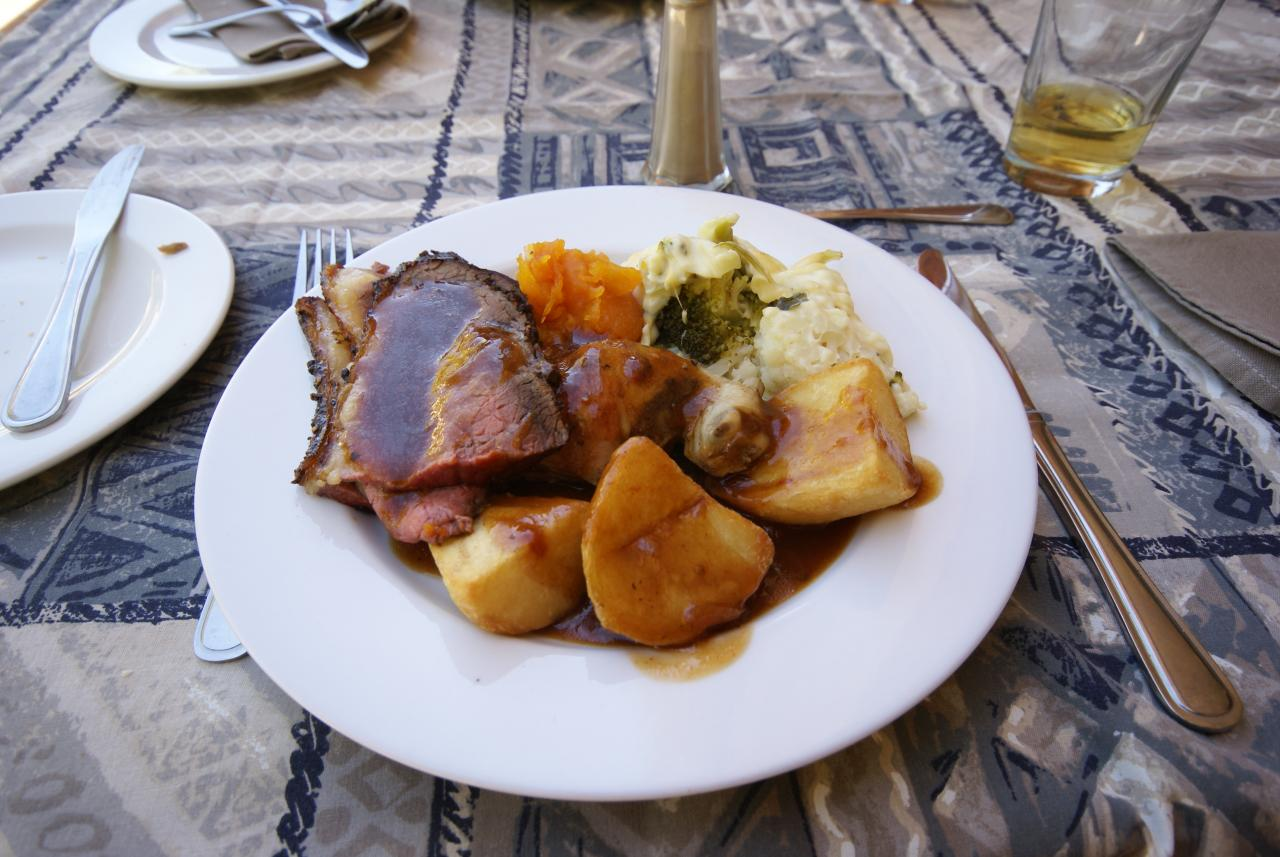
Comida típica de un Carvery de Sudáfrica.

Carvery es un establecimiento que sirve un bufé compuesto de diversas preparaciones culinarias a un precio fijo. Esta denominación de locales es muy habitual en Estados Unidos, Irlanda y Reino Unido, así como en otros países anglosajones. 

## Características
Los carveríes se suelen encontrar en los hoteles y restaurantes de estos países. en algunos casos se ofrecen ingredientes del Sunday roast. Los ingredientes cárnicos suelen acompañarse de puré de patatas, a menudo acompañado de un gravy o una salsa (como la de menta). 